# Tomb Raider: Lara Croft legendája
A Tomb Raider: Lara Croft legendája (eredeti cím: Tomb Raider: The Legend of Lara Croft) 2024-től vetített amerikai 2D-s számítógépes animációs akciósorozat, amelyet Tasha Huo alkotott.
Amerikában és Magyarországon 2024. október 10-én a Netflix mutatta be.
2024 októberében berendelték a második évadot.

## Szereplők

### Főszereplők
| Szereplő     | Eredeti hang    | Magyar hang   | Leírás                                                              |
| ------------ | --------------- | ------------- | ------------------------------------------------------------------- |
| Lara Croft   | Hayley Atwell   | Földes Eszter | Fiatal brit nő, aki barlangokat és sírokat kutat át műkincsek után. |
| Zip          | Allen Maldonado | Tasnádi Bence | Lara barátja, technikai szakértő.                                   |
| Jonah Maiava | Earl Baylon     | Patkós Márton | Lara barátja.                                                       |

### Mellékszereplők
| Szereplő          | Eredeti hang     | Magyar hang   | Leírás                                                              |
| ----------------- | ---------------- | ------------- | ------------------------------------------------------------------- |
| Charles Devereaux | Richard Armitage | Király Attila | Zsoldos, aki le akarja győzni a rejtélyes "A Fény" nevű csoportot.  |
| Camilla Roth      | Zoe Boyle        |               | Lara gyermekkori barátja, Conrad Roth lánya és az Interpol ügynöke. |
| Abby Ortiz        | Roxana Ortega    |               | Jonah menyasszonya.                                                 |
| Conrad Roth       | Nolan North      | Kőszegi Ákos  | Lara elhunyt mentora.                                               |

### Magyar változat
- Magyar szöveg: Dittrich-Varga Fruzsina
- Hangmérnök: Gajda Mátyás
- Vágó: Kránitz Bence
- Gyártásvezető: Kablay Luca
- Szinkronrendező: Molnár Ilona
- Produkciós vezető: Haramia Judit

A szinkront az Iyuno Hungary készítette.

## Epizódok
| Sor. | Év. | Cím                                                                | Rendező              | Író                           | Premier                             |
| ---- | --- | ------------------------------------------------------------------ | -------------------- | ----------------------------- | ----------------------------------- |
| 1.   | 1.  | Egyetlen lépés (A Single Step)                                     | Cassie Urban         | Tasha Huo                     | 2024. október 10. 2024. október 10. |
| 2.   | 2.  | Hazugságok halmaza, amiben megegyeztek (A Set of Lies Agreed Upon) | Giselle "Faragon" R. | Tasha Huo                     | 2024. október 10. 2024. október 10. |
| 3.   | 3.  | Köztes állapot (Living Midnight)                                   | Cassie Urban         | Tasha Huo                     | 2024. október 10. 2024. október 10. |
| 4.   | 4.  | Nagy hazugságok, apró titkok (Big Lies, Small Secrets)             | Giselle "Faragon" R. | Tasha Huo és Troy Dangerfield | 2024. október 10. 2024. október 10. |
| 5.   | 5.  | Whanaungatanga (Whanaungatanga)                                    | Cassie Urban         | Shakira Pressley              | 2024. október 10. 2024. október 10. |
| 6.   | 6.  | A lélek útja (The Spirit Way)                                      | Giselle "Faragon" R. | Tasha Huo                     | 2024. október 10. 2024. október 10. |
| 7.   | 7.  | Jin-jang (Yinyang)                                                 | Cassie Urban         | Tasha Huo                     | 2024. október 10. 2024. október 10. |
| 8.   | 8.  | Hosszú kaland (A Journey of a Thousand Miles)                      | Giselle "Faragon" R. | Tasha Huo                     | 2024. október 10. 2024. október 10. |

## A sorozat készítése
2021 januárjában jelentették be, hogy a Netflix anime-stílusú televíziós sorozatot rendelt a Tomb Raider alapján. A berendelés két évadra szólt, és a sorozatot a Crystal Dynamics, a Legendary Television, a DJ2 Entertainment és a Tractorpants készítette. Az animációt a Powerhouse Animation Studios készítette, további animációkat pedig a koreai Red Dog Animation. Tasha Huo volt a showrunner, és Dmitri M. Johnson, Timothy I. Stevenson, Howard Bliss és Jacob Robinson mellett vezető producerként vett részt a projektben. Az írócsapat munkája 2021 májusában kezdődött.